# Campeonato Femenino Sub-16 de la OFC 2024
El Campeonato Femenino Sub-16 de la OFC 2024, fue la sexta edición del Campeonato Femenino OFC Sub-16/U-17, el campeonato internacional bienal de fútbol juvenil organizado por la Confederación de Fútbol de Oceanía (OFC) para las selecciones nacionales femeninas sub-16 y sub-17 de Oceanía. Este torneo fue el tercero en formato Sub-16. El primero fue en 2017. El torneo tuvo como sede Fiji. 
El ganador del torneo se clasificó para la Copa Mundial Femenina de Fútbol Sub-17 de 2025 en Marruecos como representante de la OFC.
Papúa Nueva Guinea, Samoa Estadounidense y Samoa compitieron en el torneo clasificatorio que se celebró en Auckland, Nueva Zelanda, del 14 al 20 de junio por un lugar en el Campeonato que se celebró en Fiji del 8 al 21 de septiembre. Los tres equipos jugaron entre sí en un formato de todos contra todos durante tres días de partidos.

## Fase clasificatoria
| Equipo               | Pts | PJ | PG | PE | PP | GF | GC | Dif | Clasificación     |
| -------------------- | --- | -- | -- | -- | -- | -- | -- | --- | ----------------- |
| Samoa                | 6   | 2  | 2  | 0  | 0  | 22 | 0  | 22  | Fase eliminatoria |
| Samoa Estadounidense | 3   | 2  | 1  | 0  | 1  | 1  | 11 | -10 |                   |
| Papúa Nueva Guinea   | 0   | 2  | 0  | 0  | 2  | 0  | 12 | -12 |                   |

| 14 de junio de 2024 | Papúa Nueva Guinea | 0:1     | Samoa Estadounidense | Ngahue Reserve – Campo 1, Auckland, Nueva Zelanda    |                                                      |
| 12:00               |                    | Reporte | - S Pritchard 57'    | Asistencia: 200 espectadores Árbitra: Jovita Ambrose | Asistencia: 200 espectadores Árbitra: Jovita Ambrose |

| 17 de junio de 2024 | Papúa Nueva Guinea | 0:11    | Samoa                                                                                                   | Ngahue Reserve – Campo 1, Auckland, Nueva Zelanda  |                                                    |
| 12:00               |                    | Reporte | - Aiono Sagiao 3', 24', 43' - T Devoux 21' - Taeoalli 27' - Willis 28', 44' - Leapai 34', 39', 45', 51' | Asistencia: 400 espectadores Árbitra: Yantama Atoa | Asistencia: 400 espectadores Árbitra: Yantama Atoa |

| 20 de junio de 2024 | Samoa Estadounidense | 0:11    | Samoa | Ngahue Reserve – Campo 1, Auckland, Nueva Zelanda    |                                                      |
| 12:00               |                      | Reporte | - Leapai 1', 5', 10' - Willis 2' - Tua 18' (a.g.) - Taeoalli 24' - Skeers 45', 63' - Toatelegese 72', 88' - Ava 90+1' | Asistencia: 600 espectadores Árbitra: Jovita Ambrose | Asistencia: 600 espectadores Árbitra: Jovita Ambrose |

## Fase de grupos
El sorteo de la fase de grupos se celebró el 7 de marzo de 2024 en la sede del fútbol de la OFC 'Te Kahu o Kiwa' en Auckland, Nueva Zelanda.

### Grupo A
| Equipo     | Pts | PJ | PG | PE | PP | GF | GC | Dif | Clasificación     |
| ---------- | --- | -- | -- | -- | -- | -- | -- | --- | ----------------- |
| Samoa      | 9   | 3  | 3  | 0  | 0  | 13 | 0  | +13 | Fase eliminatoria |
| Tonga      | 4   | 3  | 1  | 1  | 1  | 9  | 5  | +4  | Fase eliminatoria |
| Fiyi       | 4   | 3  | 1  | 1  | 1  | 5  | 4  | +1  | Por el 5.º. lugar |
| Islas Cook | 0   | 3  | 0  | 0  | 3  | 0  | 18 | -18 | Por el 7.º. lugar |

| 8 de septiembre de 2024 | Islas Cook | 0:10    | Samoa                                                                                            | Estadio HFC Bank, Suva, Fiji                      |                                                   |
| 12:00                   |            | Reporte | - Nansen 3', 22', 48' - Sagapolutele 8', 14' - Leapai 18', 51' - Ava 35' - Aiono Sagiao 72', 81' | Asistencia: 20 espectadores Árbitra: Beth Rattray | Asistencia: 20 espectadores Árbitra: Beth Rattray |

| 8 de septiembre de 2024 | Fiyi                                           | 3:3     | Tonga                                 | Estadio HFC Bank, Suva, Fiji                       |                                                    |
| 15:00                   | - Vuniyayawa 25' - Kuladina 39' - Lakavutu 79' | Reporte | - Malohifo'ou 49', 84' - Bagiante 53' | Asistencia: 100 espectadores Árbitra: Shama Maemae | Asistencia: 100 espectadores Árbitra: Shama Maemae |

| 11 de septiembre de 2024 | Samoa                           | 2:0     | Tonga | Estadio HFC Bank, Suva, Fiji                          |                                                       |
| 12:00                    | - Devoux 19' - Aiono Sagiao 80' | Reporte |       | Asistencia: 100 espectadores Árbitra: Kyllian Lelarge | Asistencia: 100 espectadores Árbitra: Kyllian Lelarge |

| 11 de septiembre de 2024 | Fiyi                          | 2:0     | Islas Cook | Estadio HFC Bank, Suva, Fiji                         |                                                      |
| 15:00                    | - Kuladina 14' - Lakavutu 19' | Reporte |            | Asistencia: 130 espectadores Árbitra: Jovita Ambrose | Asistencia: 130 espectadores Árbitra: Jovita Ambrose |

| 14 de septiembre de 2024 | Tonga                                                                | 6:0     | Islas Cook | Estadio HFC Bank, Suva, Fiji                     |                                                  |
| 12:00                    | - Malohifo'ou 39', 49' - Tonga 63', 70' - Bagiante 80' - Moala 90+4' | Reporte |            | Asistencia: 50 espectadores Árbitra: Sarah Jones | Asistencia: 50 espectadores Árbitra: Sarah Jones |

| 14 de septiembre de 2024 | Samoa   | 1:0     | Fiyi | Estadio HFC Bank, Suva, Fiji                       |                                                    |
| 15:00                    | Ava 51' | Reporte |      | Asistencia: 150 espectadores Árbitra: Beth Rattray | Asistencia: 150 espectadores Árbitra: Beth Rattray |

### Grupo B
| Equipo          | Pts | PJ | PG | PE | PP | GF | GC | Dif | Clasificación     |
| --------------- | --- | -- | -- | -- | -- | -- | -- | --- | ----------------- |
| Nueva Zelanda   | 9   | 3  | 3  | 0  | 0  | 14 | 0  | +14 | Fase eliminatoria |
| Nueva Caledonia | 6   | 3  | 2  | 0  | 1  | 5  | 10 | -5  | Fase eliminatoria |
| Islas Salomón   | 3   | 3  | 1  | 0  | 2  | 3  | 3  | 0   | Por el 5.º. lugar |
| Tahití          | 0   | 3  | 0  | 3  | 1  | 10 | -9 | 0   | Por el 7.º. lugar |

| 9 de septiembre de 2024 | Nueva Zelanda                                                    | 8:0     | Nueva Caledonia | Estadio HFC Bank, Suva, Fiji                      |                                                   |
| 12:00                   | - Tichbon 5', 32' - Bennett 12', 28', 57', 69' - Duncan 22', 77' | Reporte |                 | Asistencia: 50 espectadores Árbitra: Torika Delai | Asistencia: 50 espectadores Árbitra: Torika Delai |

| 9 de septiembre de 2024 | Tahití | 0:2     | Islas Salomón         | Estadio HFC Bank, Suva, Fiji                       |                                                    |
| 15:00                   |        | Reporte | - Kini 5' - Areni 71' | Asistencia: 110 espectadores Árbitra: Yantama Atoa | Asistencia: 110 espectadores Árbitra: Yantama Atoa |

| 12 de septiembre de 2024 | Nueva Zelanda                                                    | 5:0     | Tahití | Estadio HFC Bank, Suva, Fiji                         |                                                      |
| 12:00                    | - Volk 25' - Robins 45' - Duncan 45+2' - Avery 59' - Solomon 72' | Reporte |        | Asistencia: 50 espectadores Árbitra: Gerard Ionatana | Asistencia: 50 espectadores Árbitra: Gerard Ionatana |

| 12 de septiembre de 2024 | Islas Salomón | 1:2     | Nueva Caledonia | Estadio HFC Bank, Suva, Fiji                     |                                                  |
| 15:00                    | - Kini 12'    | Reporte | - Hmaen 9', 60' | Asistencia: 100 espectadores Árbitra: Deepak Raj | Asistencia: 100 espectadores Árbitra: Deepak Raj |

| 15 de septiembre de 2024 | Islas Salomón | 0:1     | Nueva Zelanda | Estadio HFC Bank, Suva, Fiji                         |                                                      |
| 12:00                    |               | Reporte | - Oneill 11'  | Asistencia: 100 espectadores Árbitra: Jarethy George | Asistencia: 100 espectadores Árbitra: Jarethy George |

| 15 de septiembre de 2024 | Nueva Caledonia                 | 3:1     | Tahití     | Estadio HFC Bank, Suva, Fiji                       |                                                    |
| 15:00                    | - Hmaen 36', 81' - Nyikeine 69' | Reporte | - Pani 73' | Asistencia: 100 espectadores Árbitra: Torika Delai | Asistencia: 100 espectadores Árbitra: Torika Delai |

## Por el séptimo lugar
| 19 de septiembre de 2024 | Islas Cook | 1:2     | Tahití                          | Estadio HFC Bank, Suva, Fiji |                       |
| 12:00                    | - Nia 7'   | Reporte | - Nekrouf 49' - Uini 71' (a.g.) | Árbitra: Yantama Atoa        | Árbitra: Yantama Atoa |

## Por el quinto lugar
| 19 de septiembre de 2024 | Fiyi           | 1:0     | Islas Salomón | Estadio HFC Bank, Suva, Fiji                     |                                                  |
| 15:00                    | - Kuladina 70' | Reporte |               | Asistencia: 70 espectadores Árbitra: Sarah Jones | Asistencia: 70 espectadores Árbitra: Sarah Jones |

|  | Semifinales      | Semifinales      |   |                  | Final            | Final |  |
|  |                  |                  |   |                  |                  |       |  |
|  |                  |                  |   |                  |                  |       |  |
|  | 18 de septiembre |                  |   |                  |                  |       |  |
|  | Samoa            | 2                |   |                  |                  |       |  |
|  | Nueva Caledonia  | 0                |   |                  |                  |       |  |
|  |                  |                  |   |                  |                  |       |  |
|  |                  |                  |   |                  | 26 de septiembre |       |  |
|  |                  |                  |   |                  | Samoa            | 0     |  |
|  |                  | Nueva Zelanda    | 4 |                  |                  |       |  |
|  |                  |                  |   |                  |                  |       |  |
|  |                  |                  |   |                  |                  |       |  |
|  |                  |                  |   |                  | Tercer lugar     |       |  |
|  | 18 de septiembre | 18 de septiembre |   | 26 de septiembre | 26 de septiembre |       |  |
|  | Nueva Zelanda    | 8                |   | Nueva Caledonia  | 0                |       |  |
|  | Tonga            | 0                |   |                  | Tonga            | 1     |  |

## Semifinales
Los ganadores se clasifican para la Copa Mundial Femenina Sub-17 de la FIFA 2025.

| 18 de septiembre de 2024 | Samoa                   | 2:0     | Nueva Caledonia | Estadio HFC Bank, Suva, Fiji                      |                                                   |
| 12:00                    | - Leapai 3' - Nansen 6' | Reporte |                 | Asistencia: 50 espectadores Árbitra: Shama Maemae | Asistencia: 50 espectadores Árbitra: Shama Maemae |

| 18 de septiembre de 2024 | Nueva Zelanda                                                                                  | 8:0     | Tonga | Estadio HFC Bank, Suva, Fiji                        |                                                     |
| 15:00                    | - Bennett 6' - Pugh 12' - Duncan 22', 90' - Vlok 33' - McGillivray 54' - March 70' - Avery 89' | Reporte |       | Asistencia: 50 espectadores Árbitra: Jarethy George | Asistencia: 50 espectadores Árbitra: Jarethy George |

## Partido por el tercer lugar
| 21 de septiembre de 2024 | Nueva Caledonia | 0:1     | Tonga             | Estadio HFC Bank, Suva, Fiji                       |                                                    |
| 12:00                    |                 | Reporte | - Malohifo'ou 56' | Asistencia: 100 espectadores Árbitra: Beth Rattray | Asistencia: 100 espectadores Árbitra: Beth Rattray |

## Final
| 21 de septiembre de 2024 | Samoa | 0:4     | Nueva Zelanda                              | Estadio HFC Bank, Suva, Fiji                       |                                                    |
| 15:00                    |       | Reporte | - Pugh 19' - Vlok 45+2', 56' - Bennett 90' | Asistencia: 200 espectadores Árbitra: Torika Delai | Asistencia: 200 espectadores Árbitra: Torika Delai |

## Campeón
| Bandera de Nueva Zelanda |
| Nueva Zelanda            |

## Equipos clasificados para la Copa Mundial Femenina Sub-17 de la FIFA 2025 en Marruecos
| Bandera de Nueva Zelanda | Bandera de Samoa |
| Nueva Zelanda            | Samoa            |